# Opuixki
Opuixki (en (ucraïnès) i rus: Опушки) és un poble de la República Autònoma de Crimea a Ucraïna, que el 2014 tenia 86 habitants. Pertany al districte de Simferòpol.